# Districte de Brest

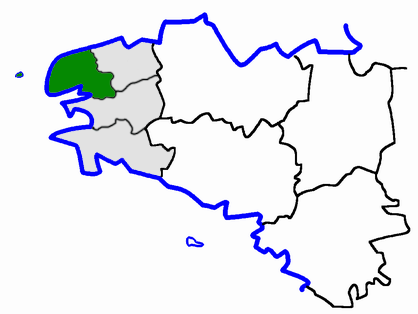
Situació del districte de Brest

El Districte de Brest és un dels quatre districtes amb què es divideix el departament francès de Finisterre, a la regió de la Bretanya. Té 20 cantons i 80 municipis. El cap del districte és la sotsprefectura de Brest.

## Categoria
cantó de Brest-Bellevue - cantó de Brest-Cavale-Blanche-Bohars-Guilers - cantó de Brest-Centre - cantó de Brest-Kerichen - cantó de Brest-L'Hermitage-Gouesnou - cantó de Brest-Lambezellec - cantó de Brest-Plouzané - cantó de Brest-Recouvrance - cantó de Brest-Saint-Marc - cantó de Brest-Saint-Pierre - cantó de Daoulas - cantó de Guipavas - cantó de Landerneau - cantó de Lannilis - cantó de Lesneven - cantó d'Ouessant - cantó de Plabennec - cantó de Ploudalmézeau - cantó de Ploudiry - cantó de Saint-Renan